# トップシークレット (企業)
株式会社トップシークレットは、日本の千葉県千葉市にある自動車整備会社。

## 概説
改造車（チューニングカー）の制作を行う所謂チューニングカーショップであり、主に最高速チューンを得意とする。
チューニングショップ。以前は社長の永田和彦が首都高速道路湾岸線などを高速で走行するための車などを自主的に製作していた。
現在は車両改造だけではなくモータースポーツ参戦にも積極的で、2004年には全日本プロドリフト選手権（D1グランプリ）でシリーズタイトルを獲得している。2006年には製作したフェアレディZがハリウッド映画『ワイルドスピードX3 TOKYO DRIFT』（ジャスティン・リン監督）で使用された｡

## 主な活動

### D1グランプリ

#### 2002年
- ドライバー…三木竜二
- 車両…TOPSECRETS15
- シリーズ総合第28位（第2戦エビスから参戦）

#### 2003年
- ドライバー…三木竜二
- 車両…TOPSECRETS15
- シリーズ総合第13位

#### 2004年
- ドライバー…三木竜二
- 車両…TOPSECRETS15
- シリーズ総合第1位

#### 2005年
- ドライバー…三木竜二
- 車両…ORCZ33
- シリーズ総合第16位

#### 2006年
- ドライバー…今村陽一
- 車両…ORCZ33
- シリーズ総合第15位

#### 2007年
- ドライバー…今村陽一
- 車両…ORCZ33
- シリーズ総合第6位（第6戦終了時点）

### その他
- 2004年 日産マーチカップシリーズチャンピオンカップ優勝
- 2005年 V35GT-R、ドイツアウトバーンにて341km/hを記録
- 2013年 日産・GT-R、イタリアのナルド・サーキットにて377.246km/hを記録

## 主なデモカー

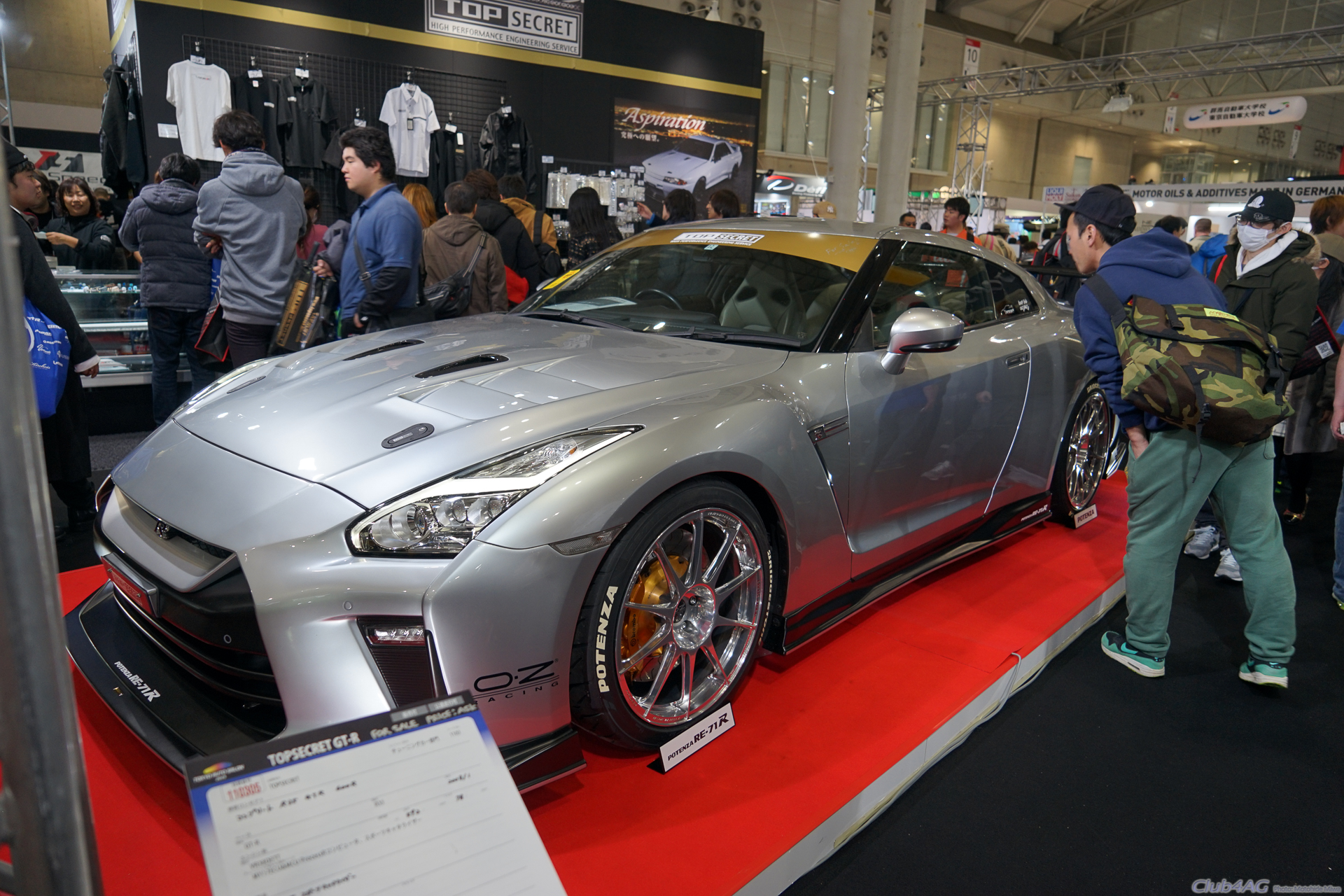
2019年東京オートサロンで展示されたTOP SECRET GT-R

- GT300スープラ - 3S-GTEエンジン換装、ワイドフェンダー　Option&ビデオオプション連動企画、ニュージーランド最高速アタックのために製作された。結果はエンジン系トラブルが発生してしまったため294km/hに終わった。
- 0-300km/hスープラ（ゴールド） - RB26DETT+GT3037Sツインターボエンジン換装　ビデオオプション企画、0-300km/hアタック2WD部門にてトップタイムを保持。「ドバイの王様に売却してしまった」と永田が話しているが真偽のほどは定かではない。中東の王族から紆余曲折を経て、現在は日本車マニアであるアメリカの実業家の手に渡っている[2]。
- 0-400mスープラ - RB26DETTエンジンを換装した仕様。
- V35GT-R FUSION RX-1 - VK45DEエンジン換装&ツインターボ&トランスアスクル　東京オートサロンでの発言を元にOption連載で製作が開始。上述のように341km/hを記録した。
- FUSION RX-1 - SUPER G-FORCE Z(Z33)　VQ30DEエンジン換装&ターボ化。
- D1-SPEC S15 - 2004年D1グランプリシリーズチャンピオン。
- TS8012V・nardo(V12スープラ) - センチュリーのV型12気筒エンジン(1GZ)を搭載。イタリアのテストコースで走らせることを目的に製作。その後、3月16日、イタリアのナルド・サーキットにて、400km/hオーバーを目指した。このマシンも現在はアメリカの実業家の手に渡っている[3]。Youtube上で現在の持ち主を取材した動画がアップロードされており、「スモーキー永田の伝説のスープラ」として230万回以上の再生がされている。
- TOP SECRET with Prestage GEMBALLA PORSCHE - ゲンバラ・GT500をベースにしたチューンドコンプリートカーとして製作。エアロはトップシークレット、エンジンや足回りはプレステージが担当。
- TOP SECRET SUPER GTR 1200(日産・GT-R) - 上述のようにイタリアのナルド・サーキットにて、377.246km/hを記録した。

最近ではハイブリッドカーのチューニングを手がけており、ホンダ・インサイトにナイトラス・オキサイド・システムを搭載したりしている。

### 映像作品への露出
- ワイルドスピードX3 TOKYO DRIFT
- ハイブリッド・バトル